# Icelinus japonicus
Icelinus japonicus är en fiskart som beskrevs av Yabe, Tsumura och Katayama, 1980. Icelinus japonicus ingår i släktet Icelinus och familjen simpor. Inga underarter finns listade i Catalogue of Life.